# Optimater
Optimater (latin: optimates, singular: optimas) eller viri boni, ’de goda männen’, kallades i romerska republiken adelspartiet, det konservativa partiet eller de förnäma (nobiles). De var motståndare till Populares.
Optimaterna sökte minska folkförsamlingens makt, och öka romerska senatens inflytande; eftersom den senare utgjordes av den romerska aristokratin ansågs optimaterna gynna adeln. Optimaterna försökte även förhindra att novi homines (nyrika, uppkomlingar) inträdde i politiken. En av optimaternas mest berömda företrädare, Cicero, var dock själv en sådan novus homo. Optimaterna emotsatte sig att romerskt medborgarskap skulle ges mer generöst, värnade mos maiorum, och stred mot de starka militärer som med vapenmakt skaffade sig, och försökte skaffa sig, politisk makt i republiken. De var av den senare anledningen motståndare till Gaius Marius, Pompejus och Julius Caesar. 
Optimaterna var som starkast under Sullas diktatur (81–79 f.Kr.); han tillhörde själv partiet. Andra berömda optimater var Cato den yngre, Titus Annius Milo, Marcus Calpurnius Bibulus och Marcus Junius Brutus.